# 金愛敬
金愛敬（韓語：김애경；1950年2月12日—），韓國女演員。1969年MBC第1期公開招募演員。

## 演出作品

### 電視劇
- 1987年：MBC《愛情與野望》飾演 洪朝母
- 1988年：MBC《朝鮮王朝五百年－恨中錄》飾演 貞聖王后
- 1998年：SBS《順風婦產科》飾演 獨孤芬女（客串）
- 2006年：SBS《赤腳的愛》
- 2008年：SBS《食客》飾演 趙女士
- 2015年：tvN《Heart to Heart》飾演 黃金心

### 電影
- 1994年：《Take Off Your Headsets》
- 1999年：《Ghost In Love》（客串）
- 2002年：《Boss X File》（客串）
- 2002年：《Clio Idiots》
- 2003年：《Byeol》
- 2004年：《Spy Girl》
- 2004年：《Mokpo The Harbor》（客串）
- 2004年：《Two Guys》（客串）
- 2005年：《The Crescent Moon》
- 2005年：《戀愛對決》
- 2007年：《無法阻擋的婚姻》（客串）
- 2007年：《With A Girl Of Black Soil》